# Chiara Poeta
Chiara Poeta (Seriate, 12 dicembre 1992) è una calciatrice italiana, centrocampista dell'Orobica.

## Carriera
Chiara Poeta cresce con la famiglia ad Azzano San Paolo e fin da piccola mostra interesse per il calcio. Dopo che l'Atalanta le propone di tesserarla nelle sue giovanili, decide di intraprendere la propria crescita tecnica giocando in una formazione completamente femminile prima nelle Giovanissime per poi entrare nella rosa delle più grandi per partecipare al Campionato Primavera.
Grazie alle qualità dimostrate nelle formazioni giovanili la società decide di inserirla in rosa nella prima squadra facendo il suo debutto in Serie A durante la stagione 2009-2010, quella che al suo termine vedrà la retrocessione della società in Serie A2, l'allora secondo livello del campionato italiano femminile di calcio. Veste la maglia nerazzurra per altre due stagioni, decidendo al termine di quella 2011-2012 di lasciare la società con un tabellino di 33 presenze.
Nell'estate 2012 trova un accordo con l'Anima e Corpo Orobica, riuscendo alla sua seconda stagione a raggiungere la promozione e la conseguente possibilità di rigiocare in Serie A. La stagione 2014-2015 si rivela comunque ostica, con la squadra che non riesce a uscire dalla zona di bassa classifica per tutta la stagione, e dove Poeta non può evitare alla società la retrocessione in B.

## Palmarès
- Campionato italiano di Serie B: 2

Orobica: 2013-2014
Orobica: 2017-2018
- Campionato italiano Primavera: 2

Atalanta: 2007-2008
Atalanta: 2008-2009